# Rue Francis-Jammes
La rue Francis-Jammes est une voie du 10e arrondissement de Paris, en France.

## Situation et accès
La rue Francis-Jammes est une voie publique située dans le 10e arrondissement de Paris. Elle débute rue Georg-Friedrich-Haendel et place Robert-Desnos, et se termine au 11, rue Louis-Blanc.

## Origine du nom

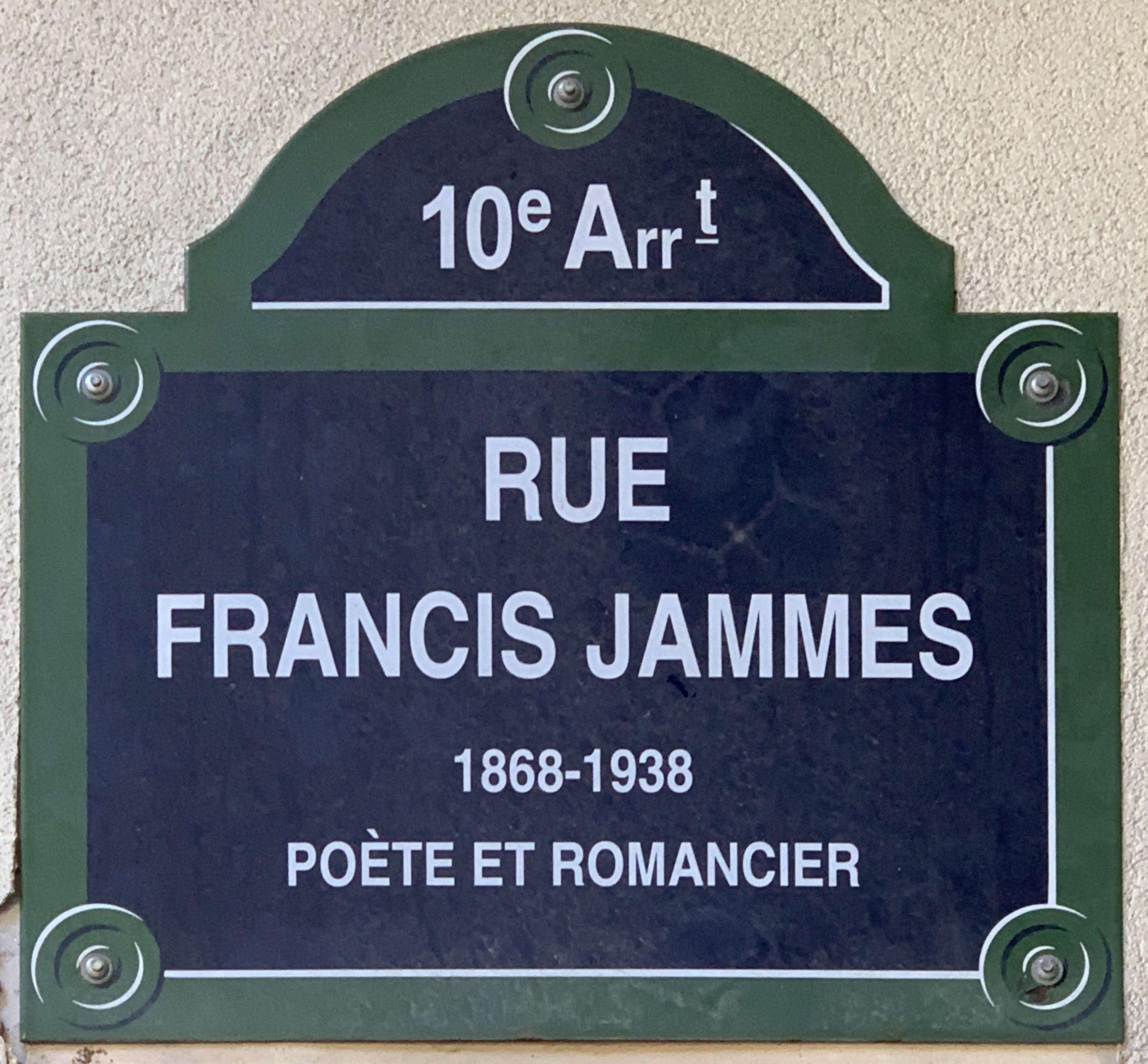
Plaque de la rue.

Elle porte le nom de l'écrivain Francis Jammes (1868-1938).

## Historique
La voie est créée, par les architectes Jacques Labro et Jean-Jacques Orzoni, dans le cadre de l'aménagement de la ZAC Jemmapes-Grange-aux-Belles, sous le nom provisoire de « voie R/10 », et prend sa dénomination actuelle par arrêté municipal du 17 novembre 1987.